# Grundbau-Taschenbuch
Das Grundbau Taschenbuch ist ein Handbuch der Geotechnik, das im Verlag Ernst & Sohn (Berlin) erscheint und im deutschsprachigen Raum eine führende Stellung einnimmt. 
An dem immer wieder neu mit wechselnden Verfassern  bearbeiteten Handbuch, das 2018 in 8. Auflage und in drei Bänden erschien, arbeiteten führende Geotechniker überwiegend aus dem deutschsprachigen Raum mit. Zum Beispiel in der Auflage von 1966 Ulrich Smoltczyk (Flachgründungen), Hans Lorenz (Bodendynamik), Edgar Schultze (Standsicherheit, Druckverteilung, Setzungen), Heinz Muhs (Baugrunduntersuchung),  Richard Jelinek (Bodeneigenschaften), Heinz Graßhoff (Berechnung elastischer Flächengründungen), Erich Lackner (Spundwände), Wolfram Schenck (Pfähle, Rammen und Ziehen), Hermann Blum (Fangedämme), Manfred Kany (elektronische Berechnungen), Alfred Streck (Erddruck und Erdwiderstand), Carl Rappert (Wasserhaltung), Josef Stini (Gebirgsgeologie). Weitere Autoren waren zum Beispiel Anton Weißenbach (Baugruben), Eberhard Franke (Pfähle), Hans-Ludwig Jessberger (Bodenvereisung), Helmut Ostermayer (Verpressanker), Heinz Brandl (konstruktive Hangsicherung), Gerd Gudehus (Erddruck, Stoffgesetze), Walter Wittke (Felsmechanik), Klaus Weiß (Baugrunduntersuchung im Feld), Paul von Soos (Bodeneigenschaften, Laboruntersuchungen).
Die 1. Auflage erschien 1955 (herausgegeben von Hans Schröder), die 2. Auflage 1966, die 3. Auflage in drei Bänden ab 1980, die vierte 1992, die fünfte 1996, die sechste 2001 und die siebte 2009. Eine englischsprachige Ausgabe erschien 2003.
Bis zur 6. Auflage 2001 wurde es von Smoltczyk herausgegeben, der schon an der 2. Auflage als Mit-Herausgeber beteiligt war.  Ab der 7. Auflage wird das Taschenbuch von Karl Josef Witt herausgegeben.
Der erste Band der 8. Auflage von 2018 behandelt Geotechnische Grundlagen, Band 2 Geotechnische Verfahren, Band 3 Gründungen und geotechnische Bauwerke.
Für die 8. Auflage: ISBN 978-3-433-03154-4